# Seção rítmica

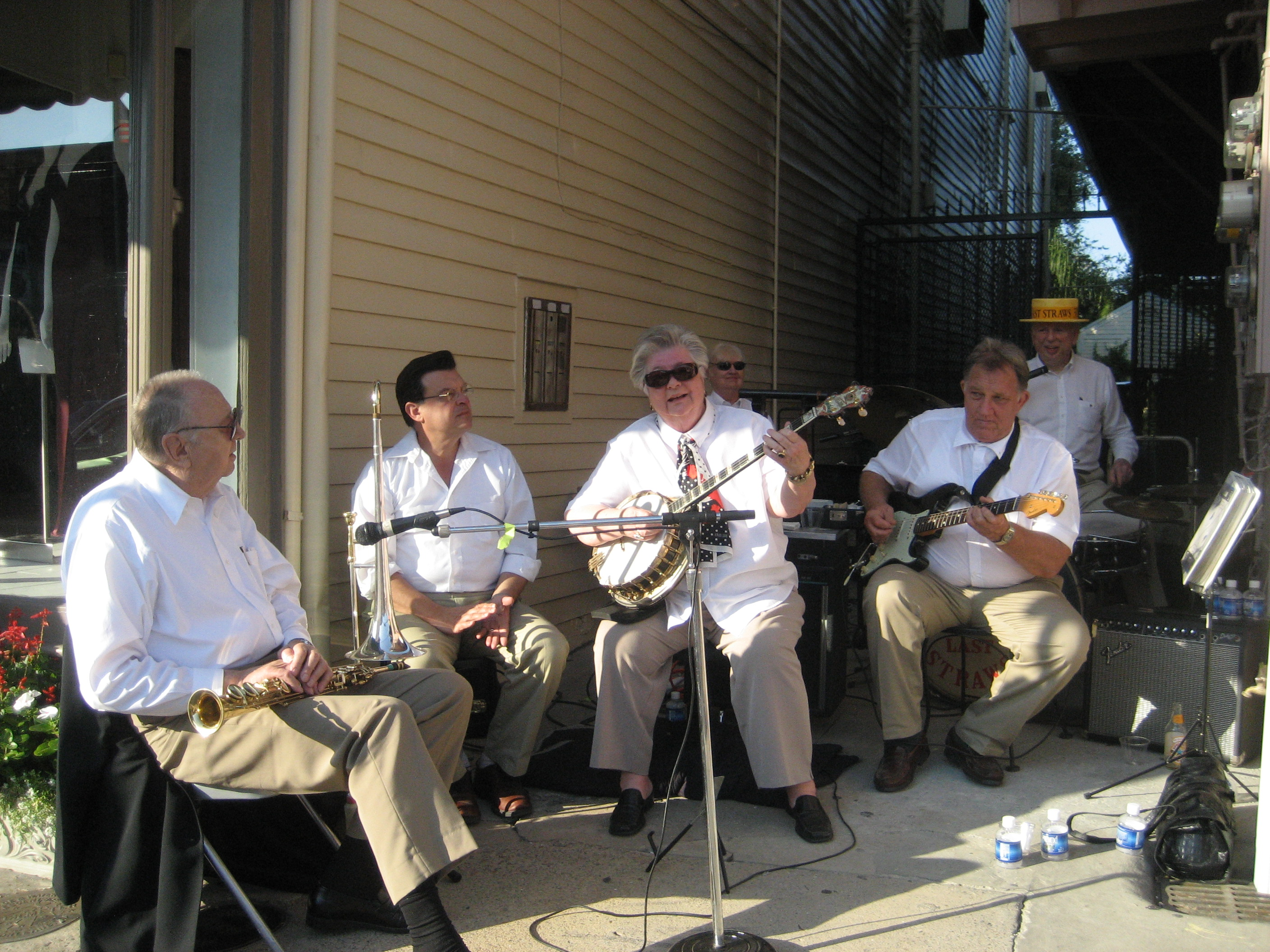
Seção rítmica toca enquanto os metais descansam.

A seção rítmica (português brasileiro) ou secção rítmica (português europeu), também chamada popularmente no Brasil de cozinha, designa um grupo de instrumentos musicais, comumente, dois ou três instrumentos, mais especialmente responsáveis pelo pulso rítmico da parte musical a ser executada como também o acompanhamento das partes musicais. O termo também é referência aos instrumentos que pertencem a este grupo (seção).
Em uma música, os instrumentos opõem-se por um lado, os instrumentos à dimensão melódica (violino, saxofone, flauta, trompete…), por outro lado os instrumentos à dimensão harmônica (piano, órgão, guitarra, Cravo, acordeão…).
Os instrumentos que mantém o ritmo — numa seção rítmica — são:
- a bateria, mantendo o tempo e a dimensão rítmica;
- a guitarra baixo, ou um contrabaixo, que tocam a parte do baixo;
- a guitarra rítmica acompanhando com acordes rítmicos ou arpejos dedilhados; ou o acompanhamento por um piano;
- alternadamente, incluem-se instrumentos de percussão.

Por exemplo, num grupo de rock, a seção rítmica frequentemente é mantida pela bateria e principalmente a guitarra baixo que freqüentemente mantém a progressão harmônica da música com seu baixo andante. Enquanto uma guitarra ou um teclado poderá manter o acompanhamento (os acordes) e um outro instrumento solo, como um saxofone, uma flauta ou uma outra guitarra, etc., poderão tocar o solo, ou toda a melodia.